# باشگاه فوتبال گالکاسا
باشگاه فوتبال گالکاسا یک باشگاه فوتبال اهل گواتمالا بود، که قهرمان جام حذفی گواتمالا در سال ۱۹۸۰ شد، و نایب قهرمان لیگ ملی فوتبال گواتمالا در سال ۱۹۸۶ بود.